# Droga krajowa B38 (Austria)
Droga krajowa B38 (Böhmerwald Straße)  - droga krajowa w północnej Austrii zaczynająca się na dawnym przejściu granicznym z Niemcami na północny zachód od Linzu. Arteria biegnie dalej w kierunku południowym wzdłuż granicy z Czechami do miast Freistadt i Zwettl. Z tego drugiego arteria kieruje się do Horn, gdzie kończy się na skrzyżowaniu z B2. Trasa na całej swej długości jest jedno-jezdniowa. 